# ایگور لیشنوسکی
ایگور لیشنوسکی (اسپانیایی: Igor Lichnovsky‎؛ زادهٔ ۷ مارس ۱۹۹۴) بازیکن فوتبال اهل شیلی است.

## باشگاهی
از باشگاه‌هایی که در آن بازی کرده‌است می‌توان به باشگاه فوتبال رئال وایادولید، باشگاه فوتبال پورتو، باشگاه فوتبال اونیورسیداد شیلی، و باشگاه فوتبال اسپورتینگ خیخون اشاره کرد.

## تیم ملی
وی همچنین در تیم ملی فوتبال شیلی بازی کرده‌است.